# Hemet
La ville de Hemet est située dans le comté de Riverside, dans l’État de Californie, à 130 km au sud-est de Downtown Los Angeles, aux États-Unis. Sa population s’élevait à 78 657 habitants lors du recensement de 2010, estimée à 85 275 habitants en 2018. Hemet fait partie de la région appelée Inland Empire.

## Démographie
| Groupe            | Hemet | Californie | États-Unis |
| ----------------- | ----- | ---------- | ---------- |
| Blancs            | 67,7  | 57,6       | 72,4       |
| Autres            | 15,7  | 17,0       | 6,2        |
| Afro-Américains   | 6,4   | 6,2        | 12,6       |
| Métis             | 5,2   | 4,9        | 2,9        |
| Asiatiques        | 3,0   | 13,1       | 4,8        |
| Amérindiens       | 1,6   | 1,0        | 0,9        |
| Océaniens         | 0,4   | 0,4        | 0,2        |
| Total             | 100   | 100        | 100        |
|                   |       |            |            |
| Latino-Américains | 35,8  | 37,6       | 16,7       |

| 1910 | 1920  | 1930  | 1940  | 1950  | 1960  |
| ---- | ----- | ----- | ----- | ----- | ----- |
| 992  | 1 480 | 2 235 | 2 595 | 3 386 | 5 416 |

| 1970   | 1980   | 1990   | 2000   | 2010   | - |
| ------ | ------ | ------ | ------ | ------ | - |
| 12 252 | 22 531 | 36 094 | 58 812 | 78 657 | - |

## Haut lieu de la scientologie

Blason de la Sea Org (bras para-militaire de l'Église de scientologie qui gère la « base secrète » de l'organisation à Hemet).

Antérieurement installée sur un navire, c'est à Hemet que l'Église de scientologie, actuellement dirigée par David Miscavige a déménagé le quartier général de l'organisation et son conseil d’administration et le « Centre des technologies religieuses » de la scientologie, un endroit présenté par Bruce Hines (ancien dirigeant de la secte) comme « très secret » (aussi dite Gold Base) construite dans un lieu isolé du désert.
Plusieurs dizaines d'hectares, clôturés et surveillés par de nombreuses caméras abritent une cinquantaine de bâtiments, desservis par une unique route. Au nord de cette route se trouvent les bâtiments administratifs et au sud les studios de production qui produisent les DVD et autres outils de communication et de « formation » destinés à promouvoir la scientologie dans le monde. Le site entier est géré et surveillé par l'organisation militaire (unité paramilitaire de la scientologie), la Sea Organization ou Sea Org.
Plus d'un millier de scientologues, ayant signé un contrat les engageant au service de la secte pour un très faible salaire et pour un milliard d'années (car ils sont censés se réincarner en futurs autres scientologues).
C'est là qu'à l'été 1989, Miscavige a invité Tom Cruise, bien que la base ne soit habituellement ouverte qu'aux plus hauts niveaux d'initiés de la secte, niveau que Cruise n'avait pas encore atteint. L'acteur est (et sera souvent à l'avenir) amené par hélicoptère sur la base qui a été préparée pour impressionner l'acteur, qui y fera de nombreux séjours (de plusieurs semaines parfois). C'est là que, selon Andrew Morton, biographe de Tom Cruise, et selon Karen Presley (ancienne cadre de la scientologie en poste sur la base), l'acteur bien qu'encore marié à Mimi Rogers, amènera secrètement sa nouvelle compagne (et future seconde épouse), Nicole Kidman. Leur nouvelle liaison sera vécue durant un an environ dans cette base secrète à l'abri des regards, dans une nouvelle maison construite pour les accueillir et dotée d'un personnel dédié (incluant les meilleurs cuisiniers de la base) et d'un jardin avec terrain de tennis, piscine…. C'est dans cette base que Nicole Kidman s'initie et se convertit à la scientologie (qu'elle quittera ensuite).
C'est là aussi que Tom Cruise aura le droit de consulter les documents réputés les plus précieux de la scientologie, les écrits de Ron Hubbart (également auteur de science fiction) selon lesquels il y a plus de 75 millions d'années, sur une autre planète, un empereur extra-terrestre a décimé tout son peuple pour envoyer les esprits de ses morts, chargés dans des vaisseaux spatiaux, sur la Terre où ils entrent dans le corps des humains dont ils parasitent le fonctionnement. Selon cette théorie, les esprits des terriens sont tous infectés, et les cours de la scientologie (payants) sont supposés peu à peu désinfecter les humains, nettoyer le monde, en permettant aux hommes de se débarrasser de ces esprits parasites extra-terrestres. La secte affirme à ses adeptes qu'à partir d'un certain niveau (niveau III), grâce notamment à un électromètre, ils pourront apprendre à chasser leur extra-terrestre parasite intérieur et acquérir des pouvoirs surhumains et une sorte d'immortalité permise par la réincarnation (évoquée sur le blason de la Sea Org).

## Jumelages
Marumori (Japon)

## Personnalités liées à la ville

### Naissances à Hemet
- James Lafferty, acteur américain
- David Miscavige, successeur de Ron Hubbard à la tête de l'Église de scientologie, dont le principal centre mondial est basé à Hemet.

### Décès à Hemet
- Anna Q. Nilsson, actrice suédoise